# Dalton (Hambleton)
Dalton is een civil parish in het bestuurlijke gebied Hambleton, in het Engelse graafschap North Yorkshire.

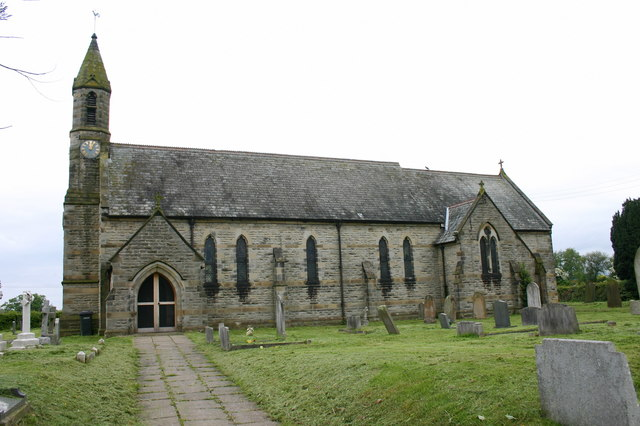
Kerk van Dalton